# Roos Blaauboer
Rosmarie Blaauboer (Wieringermeerpolder, 12 augustus 1952) is een Nederlandse actrice.
Roos volgde een opleiding aan de Toneelschool van Arnhem. Na het behalen van haar diploma was Blaauboer onder andere te zien bij toneelgezelschappen als de Haagse Comedie en het Nationaal Toneel. Naast deze gezelschappen speelde ze ook bij jeugdgezelschappen. Een van haar bekendste rollen op de televisie is die van Gerda Kelder in Goede tijden, slechte tijden, een rol die ze in het prille begin van de serie speelde.
Na gastrollen in Twaalf steden, dertien ongelukken, Zes minuten en Sjans was Roos in 2003 opnieuw te zien in Goede tijden, slechte tijden: deze keer als Carla Langeveld, de adoptiemoeder van Sjors Langeveld. Die rol vertolkte ze ook op de twee huwelijken van Sjors in 2006 en 2015. Op dit moment is Roos te zien in de door haar zelf bewerkte solo Emily Dickinson.

## Filmografie
- De luisterpost - Froukje (1985)
- Goede tijden, slechte tijden - Gerda Kelder (1990-1991)
- Sjans - Waarzegster (1993)
- Coverstory - Dora Graf (1994)
- De laatste carrière - Kitty Timmer (1994)
- Twaalf steden, dertien ongelukken - Els (1995)
- Zebra - Moeder (1997)
- Dat is nooit mijn naam geweest - Antoinette (1998)